# Dajbukát Ilona
Dajbukát Ilona (születési nevén: Dajbukát Ilona Mária Anna) (Piskitelep, 1892. november 14. – Budapest, 1976. január 22.) örmény származású magyar színésznő, érdemes művész.

## Családja
Az erdélyi örmény Dájbukát család leszármazottja. Dájbukát Gergely és Stumfoll Irma leányaként született. Első férje dr. Bánóczi Dezső színész, akivel 1911. január 1-jén házasodott össze. 1924-ben elvált Bánóczitól és 1924. október 16-án férjhez ment Bársony István színészhez.

## Életútja
A Thália Társaság színésziskoláját látogatta, ahol Hevesi Sándor tanítványa volt. 1906-ban lépett először színpadra. Itt ismerkedett meg első férjével, Bánóczi Dezsővel. Férjhezmenetele után visszavonult és csak 1920-ban tért vissza a színészethez, amikor a Modern Színpadhoz szerződött. A Belvárosi és Renaissance Színházban is játszott. 1928-ban második férjével, Bársony Istvánnal Németországban lépett fel számos színpadon, népies magyar darabokkal. 1929. februártól az Andrássy úti Színház tagja volt. 1945 és 1947 között a Fővárosi Operettszínházban játszott, 1949-től a Madách Színház művésznője volt. Fellépett Olaszországban is. 1964-ben vonult nyugdíjba. 1976. január 22-én hunyt el szívinfarktusban budapesti színészlakásában, ahol kollégái találtak rá.

## Fontosabb színházi szerepei
- Mari szolgáló (Török R.: Testamentom)
- Kati (Szép E.: Patika)
- Szalayné (Barta L.: Szerelem)
- Donna Peppenella (de Filippo: Milliomos Nápoly)
- Sztyepanida (Gorkij: Kispolgárok)
- Ajesa (Számum)
- Etelka (Francia négyes)
- Claudine (Dandin György)
- Kolombina (Víg halál)
- Lizi (Sári bíró)
- Wágnerné (A jégcsap)
- Özv. Mikuláné (Juhászlegény)

## Filmszerepei

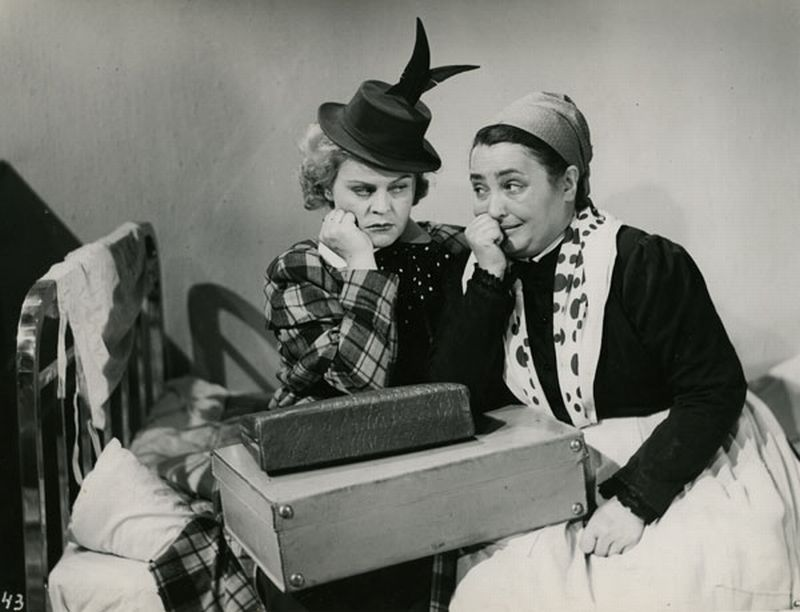
Dajbukát Ilona (jobbra) A vadrózsa című magyar filmben Dajka Margittal (1939)

- Csókolj meg, édes! – Galambdúc (1932) - Gébicsné Amália, fűszerboltos, Terike anyja
- Tavaszi zápor (1932) - jegyzőné
- Az iglói diákok (1934) - Gyémánt Sámuelné
- Édes mostoha (1935) - gazdasszony
- Címzett ismeretlen (1935) - Vargáné, a postaszolga felesége
- A nagymama (1935) - Galambosné Trézsi, a grófnő szolgálója
- Nem élhetek muzsikaszó nélkül (1935) - Róza, Lajos bácsi felesége
- A királyné huszárja (1935) - Rozi, szakácsnő
- Forog az idegen (1936)
- Méltóságos kisasszony (1936) - szakácsnő Barthoséknál
- Tomi, a megfagyott gyermek (1936) - Karmazsinné, patikusné
- Pogányok (1936) - Csanádné
- A férfi mind őrült (1937) - Csopakiné Oli
- Tokaji rapszódia (1937) - gróf Baracskay Berta
- A harapós férj (1937) - Rozál, házvezetőnő
- Pillanatnyi pénzzavar (1937-38) - Tímár Vera anyja
- Te csak pipálj, Ladányi! (1938) - szakácsnő
- Nehéz apának lenni (1938)
- A leányvári boszorkány (1938) - szakácsnő
- A pusztai királykisasszony (1938) - Zsófi néni, csárdás
- Tiszavirág (1938, magyar-német) - Veronika
- Vadrózsa (1938-39) - Julcsa, dada
- Hölgyek előnyben (1939)
- Göre Gábor visszatér (1940) - Göréné Marcsa
- Rózsafabot (1940) - Mellerné, az órás felesége
- Tokaji aszú (1940) - Mari néni, szakácsnő
- Eladó birtok (1940) - Kártonyiné, a számadó juhász felesége
- Akit elkap az ár (1941) - Julis
- Európa nem válaszol (1941) - kozmetikusnő
- A cigány (1941) - Mártonné
- Kölcsönkért férjek (1941) - Dr. Ladányi páciensének anyja
- Az ördög nem alszik (1941) - vendéglős
- Éjfélre kiderül (1942) - Manci, a féltékeny feleség
- Tavaszi szonáta (1942) - Pálosék szakácsnője
- Külvárosi őrszoba (1942) - Boriska, Nagy Mihály tiszthelyettes felesége
- Szerető fia, Péter (1942) - Naca
- A láp virága (1942) - kocsmárosné
- És a vakok látnak… (1943) - Rebeka, szakácsnő
- Aranyóra (1945) - virágbolt tulajdonosa
- Beszterce ostroma (1948) - Bogdán adóvégrehajtó felesége
- Dalolva szép az élet (1950) - Deákné
- Teljes gőzzel (1951)
- Civil a pályán (1952)
- Föltámadott a tenger (1953) - Mari néni, dajka
- Egy pikoló világos (1955)
- Nehéz kesztyűk (1957)
- Bolond április (1957)
- Égre nyíló ablak (1959)
- Fapados szerelem (1960)
- Az ígéret földje (1961)
- A tőr (1962) - Lidi néni, a dada
- Fotó Háber (1963)
- Özvegy menyasszonyok (1964)
- Igen (1964)
- Az aranyfej (1964)